# PO-11 (autovía)
La PO-11 es una autovía urbana que da acceso al puerto de Marín. Conecta con la autovía urbana PO-12 de acceso oeste a Pontevedra. Consta 4,5 kilómetros de longitud y tiene la velocidad limitada como máximo 80 km/h (en la litoral) y mínimo a 30 km/h en la parte de la travesía de Marín. Una parte es de titularidad de la Autoridad Portuaria de Marín y Ría de Pontevedra y otra parte es de titularidad del Ministerio de Transportes, Movilidad y Agenda Urbana. Es el segundo tramo de los 2 tramos de que se compone es de autovía urbana y el primer tramo es de autopista urbana (desde la AP-9 hasta el nudo de las Celulosas).
Originalmente esta autovía urbana fue el tramo inicial desde Pontevedra hasta Marín como "Camino de Unión del Puerto de Pontevedra con el de Marín" (Autovía del Orillamar). Se iniciaron las obras en el año 1949 y concluyeron varios años después, en el año 1967. En la actualidad se denomina "Avenida de Marín" y está redactado el proyecto de la humanización en la travesía de Marín de unos 1,6 kilómetros de longitud.
Esta autovía urbana tiene 2 carriles por sentido desde el nudo de Celulosas hasta la travesía de Marín y 1 carril por sentido en la travesía de Marín, contando con el nudo de Celulosas y paso superior de Placeres. En el tramo de la litoral desde el nudo de Celulosas hasta el paso superior de Placeres cuenta la velocidad máxima de 80 km/h. En la zona de la autoridad portuaria la velocidad se reduce a 50 km/h y en la travesía de Marín se limita a 30 km/h por ser zona urbana.

## Tramos
| Denominación | Tramo | Kilómetros    | Año servicio                                 |
| ------------ | --- | ------------- | -------------------------------------------- |
| PO-11        | PO-12 VG-4.4 (Lourizán) - Escuela Naval (Marín) Tramo original Nudo original de Celulosas Remodelación nudo de Celulosas Paso superior de Placeres Remodelación (bulevar) subtramo: Avda. de Orense (Marín) | 4,5 - 0,6 1,6 | 1967 1981 2012 2002 En redacción de proyecto |

## Trazado
| Velocidad | Esquema | Salida | Sentido Marín                                                               | Carriles | Sentido Lourizán (PO-12) | Carretera | Notas |
| --------- | ------- | ------ | --------------------------------------------------------------------------- | -------- | --- | --------- | ----- |
|           |         |        | Comienzo de la Autovía de Acceso al puerto de Marín PO-11 Procede de: PO-12 |          | Fin de la Autovía de Acceso al puerto de Marín PO-11 Incorporación final: PO-12 Dirección final: PO-12 Pontevedra N-550 Santiago de Compostela |           |       |
|           |         |        |                                                                             |          | VG-4.4 Bueu E-1 AP-9 Vigo - Santiago de Compostela N-550 Redondela N-541 Orense                                                                |           |       |
|           |         |        | Zona marisqueo                                                              |          | Zona marisqueo |           |       |
|           |         |        |                                                                             |          | camino de servicio |           |       |
|           |         |        | puerto Placeres Pontevedra AP-9 todas las direcciones                       |          | puerto Placeres |           |       |
|           |         |        | Incorporación a la travesía urbana Marín Avenida de Orense                  |          | Fin de travesía Marín Avenida de Orense |           |       |
|           |         |        | Avenida del Marqués de Valterra                                             |          | Avenida del Marqués de Valterra |           |       |
|           |         |        | Avenida del Marqués de Valterra                                             |          | Avenida del Marqués de Valterra |           |       |
|           |         |        |                                                                             |          | Calle José Trasende |           |       |
|           |         |        | Calle Vidal Pazos                                                           |          | Calle Vidal Pazos |           |       |
|           |         |        | Calle de la Carretera                                                       |          | Calle de la Carretera |           |       |
|           |         |        | centro urbano PO-551 Bueu Cangas Escuela Naval                              |          | Inicio de la Autovía PO-11 |           |       |